# Spilogale putorius
Spilogale putorius é uma espécie de doninha pequena e relativamente esguia que se encontra no este da América do Norte.